# Abiriba
Abiriba – miasto w Nigerii, w stanie Ebonyi. Według danych szacunkowych na rok 2012 liczy 40 449 mieszkańców.